# Carlo Bertuzzi
Carlo Bertuzzi (Cento, 16 luglio 1826 – Foligno, 4 gennaio 1914) è stato un arcivescovo cattolico italiano.

## Biografia
Nacque a Cento il 16 luglio 1826. Venne nominato vescovo di Rieti l'11 febbraio 1889, poi vescovo di Foligno il 18 marzo 1895 e il 10 maggio 1910 arcivescovo titolare di Doclea.
Ordinato sacerdote a Bologna nel 1849, fu consacrato vescovo dal cardinale Lucido Maria Parocchi a Roma il 17 febbraio 1889.
Ordinò sacerdote il futuro vescovo di Rieti Massimo Rinaldi il 6 luglio 1893. Morì a Foligno nel 1914.
Interessante per l'epoca il suo pensiero sociopolitico che sembra sposare le esigenze di un socialismo cattolico nell'interpretazione e nella soluzione proposta delle lotte di classe risolvibili secondo il pensiero di Cristo in una visione di tipo socialista.

## Genealogia episcopale
La genealogia episcopale è:
- Cardinale Scipione Rebiba
- Cardinale Giulio Antonio Santori
- Cardinale Girolamo Bernerio, O.P.
- Arcivescovo Galeazzo Sanvitale
- Cardinale Ludovico Ludovisi
- Cardinale Luigi Caetani
- Cardinale Ulderico Carpegna
- Cardinale Paluzzo Paluzzi Altieri degli Albertoni
- Papa Benedetto XIII
- Papa Benedetto XIV
- Papa Clemente XIII
- Cardinale Marcantonio Colonna
- Cardinale Giacinto Sigismondo Gerdil, B.
- Cardinale Giulio Maria della Somaglia
- Cardinale Carlo Odescalchi, S.I.
- Cardinale Costantino Patrizi Naro
- Cardinale Lucido Maria Parocchi
- Arcivescovo Carlo Bertuzzi